# 氮化鈉
氮化鈉 （Na3N）是一種非常不穩定的鹼金屬氮化物。氮化鈉是2002年由馬克斯-普朗克學會的Dieter Fischer及Martin Jansen所合成。合成時，用鈉及氮的原子束在低溫的藍寶石上沈積出氮化鈉。
氮化鈉在室溫為晶體。在低於室溫時會變成非晶體。在攝氏75度以上就會分解為元素鈉及氮氣。
{\displaystyle {\ce {2 Na3N -> 6 Na + N2}}}

## 合成
氮化鈉可以用兩種方式合成：用氨基钠（NaNH2）的熱分解，或是將氮氣和鈉元素直接反應。最常見成功製備氮化鈉的方式是用元素直接反應，由Dieter Fischer、Martin Jansen和Grigori Vajenine發現。第一種用元素反應的方式是分別準備氣態的鈉蒸氣和氮氣，並使兩者維持想要的比例，在有冷卻基質的情形下將其釋放到真空腔體中，再加熱到室溫（298 K）使其結晶。 
第二種方式是讓鈉金屬和電漿活化的氮氣在金屬表面反應。此合成反應還可以用液態的Na-K合金進行。之後固體和液體可以用離心機分離。不過此方式對空氣非常敏感，在空氣下會快速分解和燃燒，只有暴露在純氧的環境下才不會燃燒。

## 特徵
氮化鈉的顏色從紅棕色到深藍色不等，依合成方式而不同。氮化鈉在室溫下可以放置數週，都不會分解。氮化鈉沒有熔點，在約360K下進行質譜分析時就分解了。預估的標準莫耳生成焓為+64 kJ/mol。

## 結構
氮化鈉在室溫下有90%是離子態，但是有半導體典型的能隙氮化鈉的結構是反ReO3結構，其晶格是由NNa6八面體組成 The compound has N−Na bond lengths of 236.6 pm.。其結構已由X光繞射以及最近的中子繞射，針對粉末以及晶體分析所確認。